# Olha Semenova
Olha Semenova (em russo:  Ольга Семенова; 6 de outubro de 1964) é uma ex-handebolista russa, medalhista olímpico.
Olha Semenova fez parte do elenco medalha de bronze, de Seul 1988.